# Ucres
Ucres (łac. Diocesis Ucrensis) – stolica historycznej diecezji w Cesarstwie rzymskim w prowincji Afryka Prokonsularna, sufragania metropolii Kartagina. Współcześnie w Tunezji. Obecnie katolickie biskupstwo tytularne.

## Biskupi tytularni
| Lp. | Biskup                        | Funkcja                                           | Od                | Do               |
| --- | ----------------------------- | ------------------------------------------------- | ----------------- | ---------------- |
| 1   | Franz Hoowaarts               | wikariusz apostolski Caozhou (Chiny)              | 12 listopada 1934 | 11 kwietnia 1946 |
| 2   | Bernard Denis Stewart         | biskup koadiutor Sandhurst (Australia)            | 12 grudnia 1946   | 18 sierpnia 1950 |
| 3   | Antônio Batista Fragoso       | biskup pomocniczy São Luís do Maranhão (Brazylia) | 13 marca 1957     | 28 sierpnia 1964 |
| 4   | Antulio Parrilla-Bonilla      | biskup pomocniczy Caguas (Portoryko)              | 25 maja 1965      | 3 stycznia 1994  |
| 5   | Guillermo Rodríguez Melgarejo | biskup pomocniczy Buenos Aires (Argentyna)        | 25 czerwca 1994   | 30 maja 2003     |
| 6   | Edgar Moreira da Cunha        | biskup pomocniczy Newark (USA)                    | 27 czerwca 2003   | 3 lipca 2014     |
| 7   | Roy Edward Campbell           | biskup pomocniczy Waszyngtonu (USA)               | 8 marca 2017      |                  |